# Hermann Cohen
Hermann Cohen (Coswig, Anhalt, 4 de julho de 1842 – Berlim, 4 de abril de 1918) foi um filósofo judeu alemão, um dos fundadores da escola de neokantismo de Marburg, e é frequentemente considerado "provavelmente o mais importante filósofo judeu do século XIX".

## Biografia
Cohen nasceu em Coswig, Anhalt. Ele começou a estudar filosofia cedo e logo se tornou conhecido como um profundo erudito de Kant. Ele foi educado no Gymnasium de Dessau, no Jewish Theological Seminary de Breslau e nas universidades de Breslau, Berlin e Halle. Em 1873, tornou-se Privatdozentna faculdade de filosofia da Universidade de Marburg, a tese com a qual obteve a venia legendi sendo Die systematischen Begriffe no vorkritischen Schriften nach ihrem Verhältniss zum kritischen Idealismus de Kant. Cohen foi eleito Professor extraordinarius em Marburg em 1875, e Professor ordinarius no ano seguinte.
Ele foi um dos fundadores da "Gesellschaft zur Förderung der Wissenschaft des Judenthums ", que teve sua primeira reunião em Berlim em novembro de 1902.
Cohen editou e publicou a obra filosófica final de Friedrich Albert Lange, Logische Studien (Leipzig, 1877), e editou e escreveu várias versões de uma longa introdução e suplemento crítico da Geschichte des Materialismus de Lange.
Dedicou três volumes iniciais para a interpretação de Kant (Teoria da Experiência de Kant, fundamentos da ética de Kant, e Fundações de Kant de Estética). Em 1902, ele começou a publicar os três volumes de sua própria filosofia sistemática: Logik der reinen Erkenntnis (1902), Ethik des reinen Willens (1904) e Ästhetik des reinen Gefühls (1912). O planejado quarto volume sobre psicologia nunca foi escrito.
Os escritos de Cohen relacionados mais especialmente ao judaísmo incluem vários panfletos, entre eles "Die Kulturgeschichtliche Bedeutung des Sabbat" (1881) e "Ein Bekenntniss in der Judenfrage" (1880); bem como os seguintes artigos: "Das Problem der Jüdischen Sittenlehre" no "Monatsschrift" xliii. (1899), pp. 385–400, 433–449; "Liebe und Gerechtigkeit in den Begriffen Gott und Mensch" em "Jahrbuch für Jüdische Geschichte und Litteratur", III. (1900), pp. 75-132; e "Autonomie und Freiheit" em Gedenkbuch für David Kaufmann (1900).
As obras judaicas mais famosas de Cohen incluem: Religion der Vernunft aus den Quellen des Judentums (Religião da Razão fora das Fontes do Judaísmo, 1919), Deutschtum und Judentum, Die Naechstenliebe im Talmud e Die Ethik des Maimonides. Seu ensaio "Die Nächstenliebe im Talmud" foi escrito a pedido do Marburg Königliches Landgericht (3ª ed., Marburg, 1888). Os escritos judaicos de Cohen são coletados em seu Jüdische Schriften(3 vols. Ed. Bruno Strauss, Berlin 1924). Há uma edição acadêmica das obras de Cohen, editada por Helmut Holzhey, Hartwig Wiedebach ua (Olms, Hildesheim 1977 ff.) Uma tradução em inglês de alguns de seus escritos judaicos está disponível em Reason and Hope: Selections from the Jewish Writings of Hermann Cohen, traduzido por Eva Jospe (1971).
Cohen foi um crítico franco do sionismo, pois argumentou que sua aspiração de criar um estado judeu levaria a "devolver os judeus à história". Em sua opinião, o judaísmo era inerentemente a-histórico, com uma missão espiritual e moral que transcendia em muito os objetivos nacionais do sionismo. Apesar de sua atitude, Tel Aviv tem uma rua Hermann Cohen.
Cohen está enterrado no Cemitério Judaico Berlim Weißensee em Berlim.

## Trabalhos
- "Die Platonische Ideenlehre Psychologisch Entwickelt," em "Zeitschrift für Völkerpsychologie", 1866, iv. 9 ("Teoria Platônica Ideal Psicologicamente Desenvolvida")
- "Mythologische Vorstellungen von Gott und Seele," ib. 1869 ("Conceitos mitológicos de Deus e da alma")
- "Die dichterische Phantasie und der Mechanismus des Bewusstseins", ib. 1869 ("Fantasia Poética e Mecanismos de Consciência")
- Jüdische Schriften. Introdução de Franz Rosenzweig, editada por Bruno Strauss. Berlin, CA Schwetschke: 1924.
  - Trechos foram publicados em tradução inglesa: Reason and Hope: Selections from the Jewish Writings of Hermann Cohen. Traduzido por Eva Jospe. Cincinnati: Hebrew Union College Press, 1993. (Originalmente publicado em Nova York: Norton, 1971, em série: B'nai B'rith Jewish Heritage Classics, com material adicional.)
- "Zur Kontroverse zwischen Trendelenburg und Kuno Fischer," ib. 1871 ("Sobre a controvérsia entre Trendelenburg e Kuno Fischer")
- Theorie der Erfahrung de Kant, Berlim, 1871; 2ª ed., 1885 ("Teoria da Experiência de Kant").
  - [Um capítulo central da edição de 1885 é traduzido para o inglês como 2015, "The Synthetic Principles", D. Hyder (trad.), Em S. Luft (ed.), The Neo-Kantian Reader, Oxford: Routledge.]
- Kant's Begründung der Ethik, Berlin, 1877 ("Kant's Foundations of Ethics")
- "Platon's Ideenlehre und die Mathematik," Marburg, 1878 ("Mathematics and Theory of Platonic Ideals")
- Das Prinzip der Infinitesimalmethode und seine Geschichte: ein Kapitel zur Grundlegung der Erkenntnisskritik, Berlin, 1883 ("O Princípio do Método dos Infintesmais e sua História: Um Capítulo que Contribuiu para a Percepção Crítica")
  - Uma pequena seleção é traduzida para o inglês como 2015, "Introdução", D. Hyder e L. Patton (trad.), Em S. Luft (ed.), The Neo-Kantian Reader, Oxford: Routledge.
- Religion der Vernunft aus den Quellen des Judentums. (1919, repr. Fourier: 1995)
  - Religião da razão fora das fontes do judaísmo. Traduzido para o inglês, com uma introdução, por Simon Kaplan. Ensaio introdutório de Leo Strauss. Nova York: F. Ungar, 1972.
- "Spinoza über Staat und Religion, Judentum und Christentum" (1915).
  - Spinoza sobre Estado e Religião, Judaísmo e Cristianismo. Traduzido e com introdução de Robert S. Schine. Jerusalém: Shalem Press, 2014.
- "Von Kant's Einfluss auf die Deutsche Kultur", Berlim, 1883 ("On Kant's Influence on German Culture")
- Kant's Begründung der Aesthetik, Berlin, 1889 ("Kant's Foundations of Aesthetics")
- "Zur Orientierung in den Losen Blättern aus Kant's Nachlass," em "Philosophische Monatshefte," 1890, xx. ("Uma orientação para as páginas soltas do patrimônio literário de Kant")
- " Leopold Schmidt ", em "Neue Jahrbücher für Philologie und Pädagogik," 1896, cliv.